# 魯布佐夫斯克區

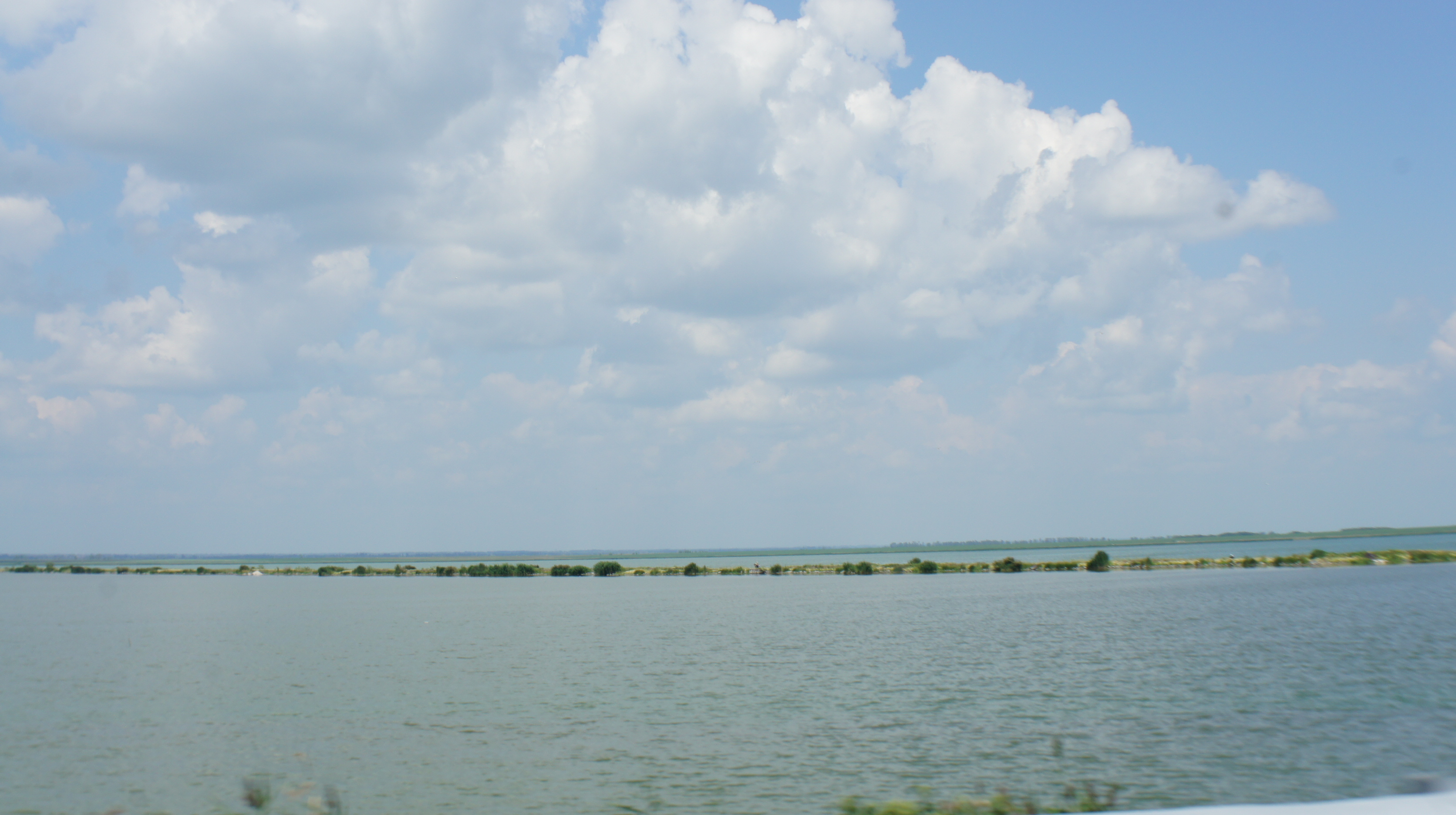

魯布措夫斯基區在阿爾泰邊疆區的位置

魯布佐夫斯克區（俄语：Рубцовский район），是俄羅斯的一個區，位於該國南部，由阿爾泰邊疆區負責管轄，面積3,339平方公里，2010年人口24,556，人口密度每平方公里7.35人。